# Aarhus bybusser
Aarhus bybusser er et netværk af bybusser, der kører rutekørsel inden for Aarhus Kommune.
Pt. er det AarBus der er operatør for bybusserne i Aarhus.

## Historie

### Første drift
31. maj 1884 begyndte Aarhus Sporvejsselskab (grundlagt af vognmand Chr. Jacobsen) at køre sporvogne drevet af heste fra Banegården til Nørrebrogade via Ryesgade, Søndergade og Store Torv. Men selskabet havde dårlig økonomi, problemer med gadevedligehold og få kunder, og måtte derfor lukke i 1895 pga. flerårigt underskud, og ruterne blev lukket da skinnerne blev solgt som skrot. Fra 1896 kørte en hesteomnibus frem og tilbage mellem Frederiks Allé og Østbanetorvet. I 1903 lavede byrådet en aftale med det private selskab Aarhus Elektriske Sporvej om elektriske sporvognsbusser efter borgernes utilfredshed over støjen af hesteomnibus på brosten.
7. juli 1904 begyndte Aarhus Elektriske Sporvej at køre en sporvejslinje mellem Trøjborgvej og Dalgas Avenue. Ruten gik via Hans Broges Gade, Skt. Pauls Kirkeplads, M.P. Bruuns Gade, hovedbanegården, Østbanetorvet, Skovvejen og Trøjborgvej.

### Offentlig overtagelse
Århus Sporveje (forkortet ÅS) blev navnet på Aarhus Kommunes trafikselskabet 1. januar 1928 ved overtagelse af Aarhus Elektriske Sporvej efter nogle overenskomststridigheder.
Da kommunen overtog selskabet i 1928 var der 46 personer ansat. I 1940 havde selskabet 225 mennesker ansat og rådede over et materiel bestående af 23 sporvogne, 22 bivogne og 43 busser.
I 1929 udvidede man sporvognsnettet ved at forlænge det op gennem Tordenskjoldsgade til Marienlund ved Riis Skov; der blev anlagt en linje mere fra Banegårdspladsen over Frederiksbjerg til Harald Jensens Plads, en linje der senere blev forlænget til Kongsvang. Den oprindelige linje fra Dalgas Avenue til Trøjborg blev udvidet til dobbeltspor; oprindeligt var den kun enkeltsporet, med mange vigepladser på strækningen.[kilde mangler]
I 1930 ved den samtidige oprettelse af linje 2 fik den første linje et nummer. I 1930 blev linjen udvidet mod nord, med endestation i Marienlund.[kilde mangler]
I løbet af 1930erne blev der udvidet med flere ruter ved hjælp af trambusser, der havde dieselmotor og dæk. I 1940 var der der ca. 40 km busruter og 7,1 km sporvognsrute.
Linjenettet blev langsomt udvidet i løbet af 1950'erne, samtidig med at byen voksede. Man kan blandt andet datere datidens linje 8 tilbage til 1951.
Linjenettet i 1969 omfattede to sporvejslinjer og tolv bybusruter. Der var tale om sporvejslinjerne 1 og 2 og bybusserne 3, 4, 5, 6, 7, 8 (ringvejslinje), 10 som egentlige bybusser, samt linjerne 20, 21, 22, og 23 til at dække det lidt større opland i Sydaarhus.
Sporvejsdriften blev indstillet 7. november 1971. Inden da havde flere buslinjer åbnet, og endnu flere kom til efter kommunalreformen i 1970, hvor Aarhus Kommune voksede betydeligt.

### Efter oprettelsen af Midttrafik
Århus Sporveje blev 1. januar 2005 opdelt i Trafikselskabet Århus Sporveje (administration og planlægning) og Busselskabet Aarhus Sporveje (kørsel). Begge var ejet af Aarhus Kommune, indtil de blev fusioneret ind i Midttrafik 1. januar 2007.
De aarhusianske bybusser kaldtes i en lang årrække for trambusser, men den betegnelse er for længst gået af brug. I mange år holdt man modsat andre danske byer fast i, at indstigning foregik bagi og udstigning foran, men fra 1. januar 2012 blev dette afskaffet, og der er nu tilladt ind- og udstigning af alle døre i busserne. Som et af de eneste steder i landet er der den dag i dag stadig selvbillettering i busserne.[kilde mangler]
Livet som ansat i sporvejene har ikke altid været en dans på roser. I Århus Stiftstidende blev der 7. november 2021 bragt et billedarkiv fra datidens sporvogne.
A-Busserne i Aarhus blev introduceret 8. august 2011, da man ville opgradere det daværende linjenet med mange buslinjer til stambusser med få linjer, men med hyppig drift. Oprindelig var A-busserne i Aarhus farvet røde på det højre hjørne forrest og på det venstre hjerne bagest, som man kender der fra A-busserne i København, men dette blev opgivet i 2015, da der var for meget besvær ved at holde fast i strukturen, idet der rigtig ofte alligevel kørte gule busser rundt på A-buslinjerne.

### Nyere historie efter 2020
I Aarhus, betjener byens bybusser hele byen, men også i Aarhus må prioriteringerne og kommunens budget af og til justeres. I November 2022, blev det af Aarhus byråd, bragt op at der eventuelt skulle ske besparelser i den kollektive trafik. En af linjerne der i Aarhus, kan risikere at stå foran nedlæggelse er linje 22, som er en dobbeltrettet ringlinje, hvor hver anden tur kører modsat rundtur af den forgangne rundtur. En nedlæggelse af rute linje 22 i Aarhus, har også skabt oprør blandt en del af linjens faste brugere. En underskriftindsamling til Aarhus kommune blev sat i værk. Ved hørringerne i januar 2023, omkring besparelser på busfronten, indgik også en nedlæggelse af rute 22.
Grundet besparelser på den offentlige transport i Aarhus, har byrådet i Aarhus, vedtaget at bybuslinje 22, bliver nedlagt. Denne nedlæggelse, førte blandt andet til en demonstration, hvor 30-40 personer deltog Linje 22s nedlæggelse, kan spare Aarhus kommune for omkring 7-8 millioner kroner om året. Linje 22 kørte den sidste gang den 24. Juni 2023.[kilde mangler]
I 2022, blev det første parti af elbusser indkøbt fra polske Solaris. I en pressemeddelelse fra 29. Juni 2023 annonceredes det at endnu en investering i elbusser er blevet gjort og hele 56 nye busser er på vej til de 3 busanlæg i Aarhus.

## Ruter
Efter flere omlægninger, blandt andet grundet etapeåbninger af Aarhus Letbane, ser linjenettet per 24. Juni 2023 således ud: 
| Linje | Rute                                                                                        |
| ----- | ------------------------------------------------------------------------------------------- |
| 1A    | Kolt – Vejlby / Skejbyparken                                                                |
| 2A    | Holme – AUH Skejby / Trige                                                                  |
| 3A    | Tilst – Aarhus Ø                                                                            |
| 4A    | Brabrand Nord – Viby Syd / Tranbjerg                                                        |
| 5A    | Tangkrogen – Ringgaden - Marienlund                                                         |
| 6A    | Skåde / Holme – Ringvejen - AUH Skejby / Risskov                                            |
| 11    | Stavtrup Vest – Harlev                                                                      |
| 12    | Mejlby / Hjortshøj – Logistikparken                                                         |
| 13    | Holme Parkvej - Frydenlund                                                                  |
| 14    | Tilst Vest - Grøfthøj                                                                       |
| 15    | Brabrand Vest – Skejby Nordlandsvej                                                         |
| 16    | Mejlby / Elev - Mårslet                                                                     |
| 17    | Studstrup – Solbjerg                                                                        |
| 18    | Lystrup Øst – Moesgaard Museum                                                              |
| 31    | Rutebilstationen – Moesgård Strand                                                          |
| 32    | Lystrup – Egaa Gymnasium                                                                    |
| 35    | Helenelyst – Langkaer Gymnasium                                                             |
| 81    | Odder-Malling-Beder-Mårslet-Tranbjerg-Viby-Aarhus Rutebilstation, Erstatningskørsel for tog |
| 86    | Lystrup - AUH Skejby - Nehrus Allé                                                          |
| 40    | Park Allé - Holme - Mårslet                                                                 |
| 41    | Park Allé - Søndervangen - Tranbjerg / Solbjerg                                             |
| 42    | Park Allé - Stavtrup Blåhøj                                                                 |
| 43    | Park Allé - Gellerup - Brabrand Nord                                                        |
| 44    | Park Allé - Bispehaven - Jernaldervej - Tilst                                               |
| 45    | Park Allé - Aarhus Vest - Skejby - Vejlby - Lystrup                                         |
| 46    | Park Allé - Trøjborg - Risskov - Hjortshøj                                                  |

### Natbusdrift
Aarhus har ligesom en god del andre danske storbyer natbusdrift. Det særlige for Aarhus er, at linjerne kun kører nat efter fredage og lørdage på trods af byens størrelse. Denne lave betjening af natbusnettet har skabt en del debat i byrådet, hvor man blandt andet har ser på, om det er muligt at udvide natbusdriften til at køre alle ugens dage samt i et større tidsrum. Linjerne på natbusserne er nummereret fra linje 40-46, alle ruterne udgår fra Park Allé ved Banegården/Busgaden.
Midttrafik har valgt at bibeholde nattillægget for kørsel med natbusser.. Kørslen koster det dobbelte af den normal billetpris, hvis man bruger klippekort eller kontantbillet. Hvis man bruger Rejsekort, bliver der ligeledes opkrævet et natbustillæg, som er på 20 kr. uanset rejsens længde. Beløbet opkræves automatisk, når man checker sit rejsekort ind.

#### Udfasning af natbusgebyret
Mandag, den 4. november 2024, besluttede Midttrafik sig, som det sidste af Danmarks trafikselskaber, at fjerne natbusgebyret. Gebyret betød at der på natbussernes kørsel, blev betalt dobbelttakst af en normal billet så at, for eksempel, 2 zoner ville koste 48 kr, fremfor 24 kr.

## Galleri
- Mange buslinjer i Aarhus har så store passagertal, at der må bruges ledbusser
- Når Letbanen er ude af drift, indsættes der erstatningsbusser. Her ses linje 87 i Ny Banegårdsgade
- Aarhus Banegårdsplads er det mest centrale knudepunkt i Aarhus
- Den daværende linje 19 i det tidligere A-bus-design på Silkeborgvej
- Linje 2A i Busgaden i det daværende A-bus-design
- Den regionale buslinje 100 er en regional busrute, der kører gennem Aarhus ligesom en bybus
- Linje 2A ved Aarhus Hovedbanegård
- Aarhus daværende linje 22, sætter i gang fra Aarhus hovedbanegård
- Linje 14 i Aarhus tager passagerer ombord ved Aarhus hovedbanegård
- Linje 4A ved Aarhus Rådhus
- Busser, i Aarhus venter for rødt lys ved Aarhus Hovedbanegård